# پشتیگبان سالار
پشتیگبان سالار فرمانده یگان پشتیگبان در شاهنشاهی ساسانی بود. این یگان از بهترین نیروهای اسواران بودند و از شاهنشاه محافظت می‌کردند. تعداد نیروهای تحت فرماندهی پشتیگبان سالار به هزار نفر می‌رسید.